# 2016年夏季殘疾人奧林匹克運動會單車團體爭先賽
2016年夏季帕拉林匹克運動會的團體爭先賽於2016年9月11日於巴拉自行車館舉行。

## 比賽模式
- C1-5級的運動員能夠使用普通的單車進行比賽。他們主要是曾進行截肢，肌肉力量、活動範圍或協調等受到影響，例如運動失調或手足徐動症等。C1級代表運動員有嚴重的活動障礙，而C5級代表運動員有輕微的活動障礙且達到殘障的最低標準。
- 團體爭先賽由3名運動員組成。2支隊伍會於兩邊同時起步，每完成一圈後每支隊伍必須更換最前方的運動員，完成3圈後時間最快的隊伍則勝出比賽。
- 運動員會按照其級別給予分數，3名運動員的總分不能超過10分。
- 每支隊伍先進行排名賽，時間最快的2名運動員晉級至金牌戰，而第3及4名則進入銅牌戰[2]。
- 詳細的規則可以參閱世界單車總會的網頁[3]。

以下時間為南美標準時間（UTC-3）。
| 日期    | 時間  | 回合   |
| ------- | ----- | ------ |
| 9月11日 | 10:47 | 排名賽 |
| 9月11日 | 12:42 | 決賽   |

## 世界紀錄
本屆比賽前，該項目的世界及奧運會紀錄如下：
| 世界紀錄   | Louis Rolfe · Jon-Allan Butterworth · 乔迪·康迪（英国） | 49.230 | 義大利蒙蒂基亞里 | 2016年3月20日 |
| 奧運會紀錄 | 謝豪 · 紀小飛 · 劉馨陽（中国）                          | 49.454 | 英国倫敦         | 2012年9月2日  |

## 比賽結果

### 排名賽
| 排名 | 國家     | 運動員 | 性別 | 級別 | 時間 | 備註 |
| ---- | -------- | ------ | ---- | ---- | ---- | ---- |
|      | 英国     |        |      |      |      |      |
|      | 中国     |        |      |      |      |      |
|      | 西班牙   |        |      |      |      |      |
|      | 美国     |        |      |      |      |      |
|      | 捷克     |        |      |      |      |      |
|      |          |        |      |      |      |      |
|      | 哥伦比亚 |        |      |      |      |      |
|      | 日本     |        |      |      |      |      |

### 決賽

#### 銅牌戰
| 排名 | 國家   | 運動員 | 性別 | 級別 | 時間 | 備註 |
| ---- | ------ | ------ | ---- | ---- | ---- | ---- |
|      | 西班牙 |        |      |      |      |      |
|      | 美国   |        |      |      |      |      |

#### 金牌戰
| 排名 | 國家 | 運動員 | 性別 | 級別 | 時間 | 備註 |
| ---- | ---- | ------ | ---- | ---- | ---- | ---- |
|      | 英国 |        |      |      |      |      |
|      | 中国 |        |      |      |      |      |

## 外部連結
- 官方网站（場地單車）（葡萄牙文）（英文）（西班牙文）（法文）
- 世界單車總會（页面存档备份，存于）（英文）